# Parafia Najświętszego Serca Pana Jezusa w Galewicach
Parafia Najświętszego Serca Pana Jezusa w Galewicach – parafia rzymskokatolicka należąca do dekanatu Wieruszów diecezji kaliskiej. Została utworzona w 1938 roku. Prowadzą ją księża diecezjalni. Liczy 1650 wiernych.

## Historia
Parafia powstała z wydzielenia z parafii Cieszęcin. Miejscem kultu Bożego była niewielka remiza strażacka, którą Ochotnicza Straż Pożarna oddała na kaplicę, która służyła jako kościół do 1969 roku. Istniejący obecnie kościół wybudowany został w latach 1969-1970.

## Obszar parafii
Miejscowości należące do parafii: Galewice, Kużaj, Niwiska.